# Lycomorphodes aracia
Lycomorphodes aracia är en fjärilsart som beskrevs av Jones 1914. Lycomorphodes aracia ingår i släktet Lycomorphodes och familjen björnspinnare. Inga underarter finns listade i Catalogue of Life.